# 天津市滨海新区塘沽第一中学
天津市滨海新区塘沽第一中学，简称塘沽一中。

## 校史
天津市滨海新区塘沽第一中学前身为塘沽津宁中学校，始创人为李光锐，创立于1946年8月，是一所私立中学。后在中国共产党设立塘大区后，与另一所私立中学“四维中学”（建于1948年8月，附属于国民中心小学）合并建为天津市塘大中学并收归国办。
- 1949年1月18日，军管会召开教师座谈会。2月28日，全区3所中学全部开学。8月28日，军管会接收津宁中学和四维中学，合并为天津市塘大中学（公立学校）。

- 1951年，塘大中学迁校于现滨海新区烟台道3号（至今此校址仍在使用）。

- 1952年，由于“塘大区”易名为“塘沽区”，塘大中学更名为天津市塘沽中学。

- 1958年，塘沽中学改称天津市塘沽区第一中学。1957～1958年“反右”斗争扩大化，使一些教师蒙冤，广大教师的积极性受到挫伤。1958年“大跃进”、“大炼钢铁”，又使已经巩固的教学秩序被打乱，过多的劳动占用正常教学时间，学生的热情普遍下降。1958年，流失学生947人。

- 文化大革命初，学校教学秩序遭破坏，教学陷入停滞。在文化大革命期间，曾一度改称塘沽天津碱厂中学。1969年，复名为天津市塘沽区第一中学。

- 1959年、1979年先后两次被天津市教育局确定为市重点中学，并于1988年改制为市级重点高级中学。[3]

## 校舍

### 高中部
塘沽一中高中部由多个建筑组成：
- 主教学楼：建于1994年，现共高一、高二年级部分班级教学之用[4]
- 育华楼：共高二部分班级及高三年级教学之用
- 行政办公楼：于2002年翻修，分为行政办公及教学办公部分，供教职工办公之用[5]
- 科技实验楼：建于2002年，设有实验室、仪器室、多功能演示教室、信息技术室、音乐教室、音乐欣赏室、舞蹈教室、美术教室、劳技教室等教室，供音乐课、信息技术等课程教学之用。[6]
- 图书馆：供教职工及学生借阅图书。
- 餐厅：建于2002年，可同时供2000名教职工及学生用餐[7]
- 学生公寓：建于2002年，可同时容纳960名学生住宿。[8]
- 操场：拥有人造草皮、400米塑胶跑道及看台[9]

### 初中部
·主教学楼：共本校学籍班和1个远洋学籍班教学。
·远洋楼：共初一、初二远洋学籍班教学。
·实验楼：内有生物、物理、化学实验室及体育组等。

## 国际合作
塘沽一中高中部与南非开普敦丹米琳高中、美国平克頓高中、新西兰基督城理工大学国际教育学院保持着合作关系，同时设国际部并设有3名外籍教师。经常与友好学校互换交换生。

## 校园活动
学校设有多个社团并经常举行社团活动。同时，学校还不时举办各种活动，如合唱比赛、篮球比赛等。

## 育华中学
育华中学作为塘沽一中公私合办的学校，始建于1992年（当时只招收初中生），并于1995年开始招收高中生。2009年，育华中学停止初中部办学。2012年，育华中学由公私合办学校转为公立学校，中考分数线提高且学费降低。现育华中学高中部与塘沽一中高中部合并班号，使用同一校舍进行教学。

## 杰出校友
- 冯骥才（1942～）,作家、画家。
- 郭浩洲：航空模型运动员
- 马长路：运动员。
- 李世云：中国第一批女飞行员、周恩来专机乘务员[3]